# リー・オルロフ
リー・オルロフ（Lee Orloff）は、アメリカ合衆国のレコーディング・エンジニアである。1984年以降60作品以上にクレジットされている。アカデミー録音賞には7回ノミネートされ、1回受賞した。

## 受賞とノミネート
| 賞           | 年   | 部門   | 作品名                                              | 結果       |
| ------------ | ---- | ------ | --------------------------------------------------- | ---------- |
| アカデミー賞 | 1989 | 録音賞 | アビス                                              | ノミネート |
| アカデミー賞 | 1991 | 録音賞 | ターミネーター2                                     | 受賞       |
| アカデミー賞 | 1993 | 録音賞 | ジェロニモ                                          | ノミネート |
| アカデミー賞 | 1999 | 録音賞 | インサイダー                                        | ノミネート |
| アカデミー賞 | 2000 | 録音賞 | パトリオット                                        | ノミネート |
| アカデミー賞 | 2003 | 録音賞 | パイレーツ・オブ・カリビアン/呪われた海賊たち       | ノミネート |
| アカデミー賞 | 2006 | 録音賞 | パイレーツ・オブ・カリビアン/デッドマンズ・チェスト | ノミネート |